# 丽江薹草
丽江薹草（学名：Carex dielsiana）为莎草科薹草属的植物，为中国的特有植物。分布于中国大陆的四川西南部、云南西北部等地，生长于海拔1,900米至3,800米的地区，常生长在溪边潮湿处、草坡或林边，目前尚未由人工引种栽培。